# Leones Negros de la UdeG "B"
El Leones Negros de la Universidad de Guadalajara "B" es un equipo de fútbol de México. Es filial del Club Deportivo Leones Negros de la U. de G. y participa en el Grupo 1 de la Serie A de la Segunda División de México. Juega sus partidos de local en el Club Deportivo U. de G.

## Historia
El equipo nace en el 2013 como filial de Tercera División de Leones Negros. Disputó su primer partido el 25 de agosto de 2013 ante Jaguares de Santiago, el marcador final fue de 2-0 a favor de Leones Negros. La temporada 2015-16 logró el título de la tercera división al derrotar en la final a Jiquipilas Valle Verde por marcador global de 6-5. Tras coronarse campeón de la tercera, el equipo ascendió a la Liga Premier de Ascenso de la Segunda División de México, en donde estuvo junto a Cachorros de la UdeG, otra filial de Leones Negros. En 2017 el equipo fue relegado a la Serie B, en el Clausura 2018 fue subcampeón de la competencia al caer ante Albinegros de Orizaba. Para la Serie A de México 2018-19 el equipo volvió a ser ascendido a la primera rama de la Segunda División.

## Temporadas
| Temporada     | División           | Posición                           |
| ------------- | ------------------ | ---------------------------------- |
| 2015/2016     | 5.Tercera División | 5°.GXI Campeón Ascenso             |
| Apertura 2016 | 3.Segunda Serie A  | 12o. Grupo I                       |
| Clausura 2017 | 3.Segunda Serie A  | 8o. Grupo I                        |
| Apertura 2017 | 4.Segunda Serie B  | 6o. Grupo I                        |
| Clausura 2018 | 4.Segunda Serie B  | 1.º Grupo I (Final)                |
| 2018/2019     | 3.Segunda Serie A  | 13°. Grupo I                       |
| 2019/2020     | 3.Segunda Serie A  | 12°. Grupo I                       |
| 2020/2021     | 3.Segunda Serie A  | 11°. Grupo I                       |
| Apertura 2021 | 3.Segunda Serie A  | 9°. Grupo I                        |
| Clausura 2022 | 3.Segunda Serie A  | 10°. Grupo I                       |
| Apertura 2022 | 3.Segunda Serie A  | 6°. Grupo I (Semifinales Filiales) |
| Clausura 2023 | 3.Segunda Serie A  | 11°. Grupo I                       |
| 2023/2024     | 3.Segunda Serie A  | 6°. Grupo I (Semifinales Filiales) |
| Apertura 2024 | 3.Segunda Serie A  | 4°. Grupo I (Subcampeón Filiales)  |
| Clausura 2025 | 3.Segunda Serie A  | 7°. Grupo I (Subcampeón Filiales)  |

## Palmarés
| Competición nacional   | Títulos   | Subcampeonatos |
| ---------------------- | --------- | -------------- |
| Segunda Serie B (0/1)  |           | Clausura 2018  |
| Ascenso Serie B (0/0)  |           |                |
| Tercera División (1/0) | 2015/2016 |                |

## Filial
Leones "C"
| Temporada | División           | Posición     |
| --------- | ------------------ | ------------ |
| 2017/2018 | 5.Tercera División | 9o. Grupo IX |